# Harald Böhlmann
Harald Böhlmann (ur. 19 maja 1944 w Hann. Münden) – niemiecki prawnik i urzędnik.

## Życiorys
W latach 1963–1968 studiował prawo na Uniwersytecie w Getyndze. Od 1973 przez trzy lata działał w Klubie Radnych Socjaldemokratycznej Partii Niemiec w Radzie Miasta Hanower, potem pracował w Biurze Prawnym oraz Wydziale Prawa Budowlanego Urzędu Miasta Hanower. W latach 1977–1993 był kierownikiem Wydziału Kultury, a w latach 1993–2007 Wydziału Kultury i Szkolnictwa, po czym przeszedł na emeryturę.
Od 1986 dyrektor artystyczny zaangażowany w organizację i realizację festiwalu kabaretowego „Kleines Fest im Großer Garten”, którego był pomysłodawcą. Od tego czasu festiwal corocznie odbywa się przez kilka tygodni w ogrodach Herrenhausen-Stöcken. Wydarzenia na wzór festiwalu odbywają się również w Bad Pyrmont oraz w Leer.
Uhonorowany Krzyżem Zasługi I Klasy Orderu Zasługi Dolnej Saksonii.
Zaangażowany w wielopłaszczyznową współpracę Hanoweru z Poznaniem. Dzięki jego działaniom polscy artyści mieli możliwość wyjazdu do Niemiec, a wydarzenia kulturalne odbywające się w latach 80. XX wieku w Poznaniu były wspomagane finansowo przez Hanower. W 1999, „uznając zasługi Pana Haralda Bohlmanna dla Miasta Poznania i regionu Wielkopolskiego oraz za Jego osobiste zaangażowanie w umacnianie więzów przyjaźni między Poznaniem a Hanowerem”, Rada Miasta Poznania przyznała mu odznaczenie „Zasłużony dla Miasta Poznania”.